# 2022年世界陸上競技選手権大会

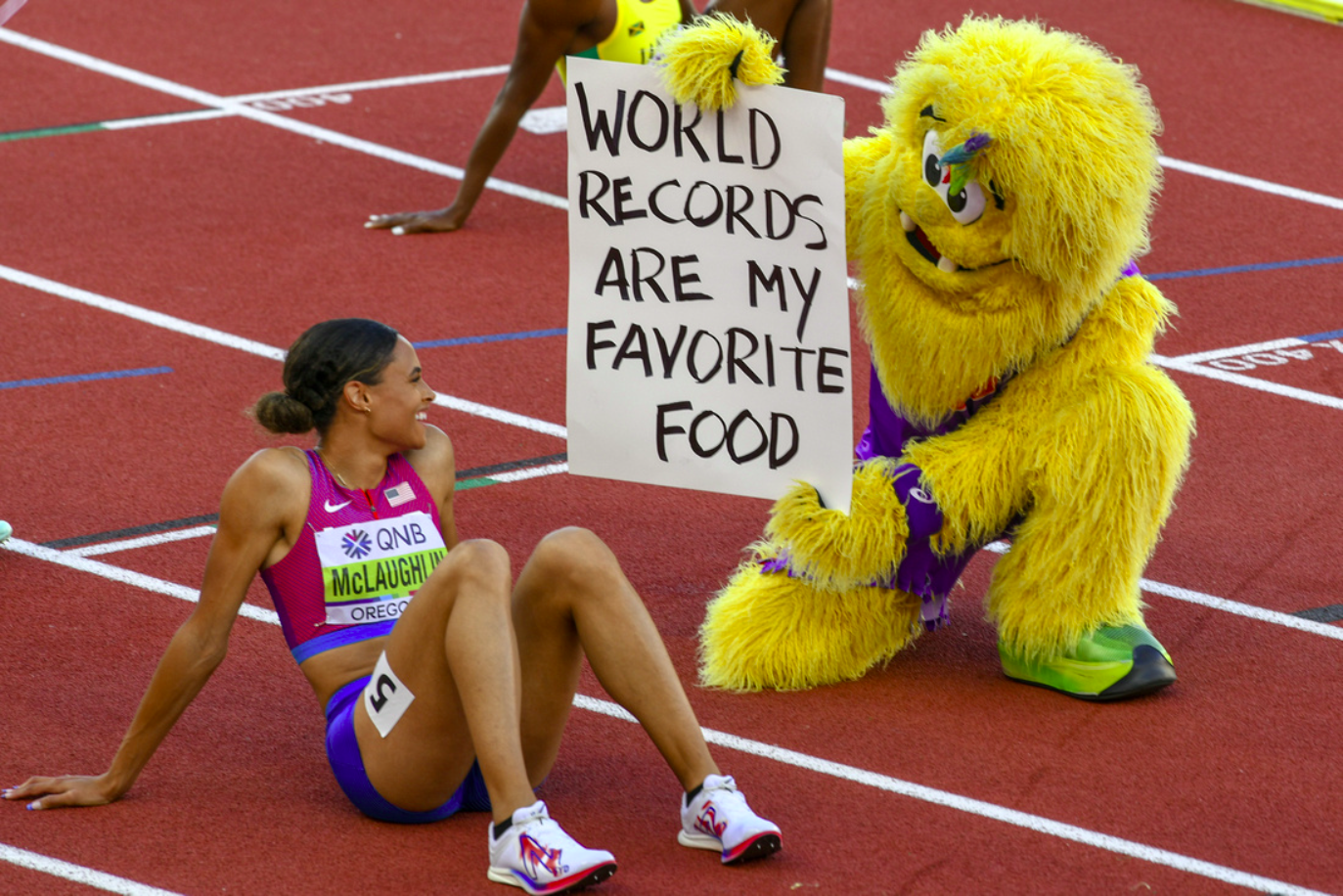
右が大会マスコットの「Legend the Bigfoot」、左は400mハードルで世界新記録を樹立したシドニー・マクラフリン。

2022年世界陸上競技選手権大会（2022ねんせかいりくじょうきょうぎせんしゅけんたいかい、英語: 2022 World Athletics Championships）は、2022年7月15日から24日までアメリカ合衆国・オレゴン州ユージーンのヘイワード・フィールドで開催された第18回世界陸上競技選手権大会。通称オレゴン22（Oregon22）。

## 概要
アメリカ合衆国で初めて開催された大会で、当初の計画では、大会の日程を2021年8月6日から15日までの期間に設定していた。
しかし、2020年夏季の開催を予定していた東京2020オリンピックが、同年初頭からの新型コロナウイルス感染症（COVID-19）流行の影響で翌2021年の夏季に延期された。ワールドアスレティックス（世界陸連）ではこの事態を受けて、当大会の日程を再調整。結局、2022年7月15日から24日までの期間で開催に漕ぎ着けた。偶数年の開催および、7月中の開催は大会史上初めてである。なお、以上の再調整では「2023年の大会をブダペスト（ハンガリー）で開催する」という当初からの計画が据え置かれたため、史上初めて2年連続で大会を開催することも決まった。
男子の競歩種目では、2019年のドーハ大会まで組み込まれていた50km競歩に代わって、35km競歩が大会史上初めて実施されている。その一方で、ロシアによる2022年2月以降のウクライナ侵攻への対抗措置として、世界陸連はロシアと友好国のベラルーシを対象に選手団の派遣や選手の参加を禁止した。

## 大会開催までの経緯
2015年4月16日に北京で開かれたIAAF評議員会でユージーンに決定した。アメリカ大陸で世界陸上が開催されるのは2001年エドモントン以来となる。

## 競技結果

### 男子
2017 | 2019 | 2022 | 2023
|                       | 金 | 金             | 銀 | 銀          | 銅 | 銅          |
| --------------------- | --- | -------------- | --- | ----------- | --- | ----------- |
| 100m （詳細）         | フレッド・カーリー · アメリカ合衆国 (USA) | 9.86           | マーヴィン・ブレイシー · アメリカ合衆国 (USA) | 9.88        | トレイボン・ブロメル · アメリカ合衆国 (USA)                                                                                      | 9.88        |
| 200m （詳細）         | ノア・ライルズ · アメリカ合衆国 (USA) | 19.31 WL NR    | ケニー・ベドナレク · アメリカ合衆国 (USA) | 19.77 SB    | エリヨン・ナイトン · アメリカ合衆国 (USA)                                                                                        | 19.80       |
| 400m （詳細）         | マイケル・ノーマン · アメリカ合衆国 (USA) | 44.29          | キラニ・ジェームス · グレナダ (GRN) | 44.48       | マシュー・ハドソン＝スミス · イギリス (GBR)                                                                                      | 44.66       |
| 800m （詳細）         | エマニュエル・コリル · ケニア (KEN) | 1:43.71 SB     | ジャメル・セジャティ · アルジェリア (ALG) | 1:44.14     | マルコ・アロップ · カナダ (CAN)                                                                                                  | 1:44.28     |
| 1500m （詳細）        | ジェイク・ワイトマン · イギリス (GBR) | 3:29.23 WL PB  | ヤコブ・インゲブリクトセン · ノルウェー (NOR) | 3:29.47 SB  | モハメド・カティル · スペイン (ESP)                                                                                              | 3:29.90 SB  |
| 5000m （詳細）        | ヤコブ・インゲブリクトセン · ノルウェー (NOR)                                                                                                  | 13:09.24       | ジェーコブ・クロップ · ケニア (KEN) | 13:09.98    | オスカー・チェリモ · ウガンダ (UGA)                                                                                              | 13:10.20 SB |
| 10000m （詳細）       | ジョシュア・チェプテゲイ · ウガンダ (UGA) | 27:27.43 SB    | スタンネリー・ワイザカ · ケニア (KEN) | 27:27.90 SB | ヤコブ・キプリモ · ウガンダ (UGA)                                                                                                | 27:27.97 SB |
| 110mハードル （詳細） | グラント・ホロウェイ · アメリカ合衆国 (USA) | 13.04          | トレイ・カニンガム · アメリカ合衆国 (USA) | 13.08       | アシエル・マルティネス · スペイン (ESP)                                                                                          | 13.17 PB    |
| 400mハードル （詳細） | アリソン・ドス・サントス · ブラジル (BRA) | 46.29 CR AR WL | ライ・ベンジャミン · アメリカ合衆国 (USA) | 46.89 SB    | トレイヴォー・バシット · アメリカ合衆国 (USA)                                                                                    | 47.39 PB    |
| 3000m障害 （詳細）    | スフィアヌ・エル＝バカリ · モロッコ (MAR) | 8:25.13        | ラメチャ・ギルマ · エチオピア (ETH) | 8:26.01     | コンセスラス・キプルト · ケニア (KEN)                                                                                            | 8:27.92     |
| 4×100mリレー （詳細） | カナダ (CAN) · アーロン・ブラウン · ジェロム・ブレーク · ブレンドン・ロドニー · アンドレ・ドグラス                                             | 37.48 WL NR    | アメリカ合衆国 (USA) · クリスチャン・コールマン · ノア・ライルズ · イライジャ・ホール · マーヴィン・ブレイシー                                     | 37.55 SB    | イギリス (GBR) · ジョナ・エフォロコ · ツァーネル・ヒューズ · ネサニエル・ミッチェル＝ブレーク · リース・プレスコード             | 37.83 SB    |
| 4×400mリレー （詳細） | アメリカ合衆国 (USA) · エリジャ・ゴッドウィン(44.28) · マイケル・ノーマン(43.64) · ブライス・デッドモン(43.82) · チャンピオン・アリソン(44.43) | 2:56.17 WL     | ジャマイカ (JAM) · アキーム・ブルームフィールド(45.86) · ネーソン・アレン(43.95) · ジェヴォーン・パウエル(44.79) · クリストファー・テイラー(43.98) | 2:58.58 SB  | ベルギー (BEL) · ディラン・ボルレ(45.44) · ジュリアン・ワトラン(44.54) · アレクサンダー・ドゥーム(44.67) · ケビン・ボルレ(44.07) | 2:58.72 SB  |
| マラソン （詳細）     | タミラト・トラ · エチオピア (ETH) | 2:05:35 CR     | モシネト・ゲレメウ · エチオピア (ETH) | 2:06:44     | バシル・アブディ · ベルギー (BEL)                                                                                                | 2:06:49     |
| 20km競歩 （詳細）     | 山西利和 · 日本 (JPN) | 1:19.07        | 池田向希 · 日本 (JPN) | 1:19.14     | ペルセウス・カルストローム · スウェーデン (SWE)                                                                                  | 1:19.18     |
| 35km競歩 （詳細）     | マッシモ・スタノ · イタリア (ITA) | 2:23.14 CR NR  | 川野将虎 · 日本 (JPN) | 2:23.15 AR  | ペレセウス・カルストローム · スウェーデン (SWE)                                                                                  | 2:23.44 PB  |
| 走高跳 （詳細）       | ムタズ・エサ・バルシム · カタール (QAT) | 2.37m WL       | ウ・サンヒョク · 韓国 (KOR) | 2.35m NR    | アンドリー・プロツェンコ · ウクライナ (UKR)                                                                                      | 2.33m SB    |
| 棒高跳 （詳細）       | アルマンド・デュプランティス · スウェーデン (SWE)                                                                                              | 6.21m WR       | クリストファー・ニルセン · アメリカ合衆国 (USA) | 5.94m       | アーネストジョン・オビエナ · フィリピン (PHI)                                                                                    | 5.94m AR    |
| 走幅跳 （詳細）       | 王嘉男 · 中華人民共和国 (CHN) | 8m36           | ミルティアディス・テントグル · ギリシャ (GRE) | 8m32        | サイモン・エハマー · スイス (SUI)                                                                                                | 8m16        |
| 三段跳 （詳細）       | ペドロ・パブロ・ピカルド · ポルトガル (POR) | 17.95m WL      | ユーグ・ファブリス・ザンゴ · ブルキナファソ (BUR)                                                                                                  | 17.55m SB   | 朱亜明 · 中華人民共和国 (CHN) | 17.31m SB   |
| 砲丸投 （詳細）       | ライアン・クルーザー · アメリカ合衆国 (USA) | 22.94m CR      | ジョー・コバックス · アメリカ合衆国 (USA) | 22.89m SB   | ジョッシュ・アウォトゥンデ · アメリカ合衆国 (USA)                                                                                | 22.29m PB   |
| 円盤投 （詳細）       | クリスティアン・チェフ · スロベニア (SLO) | 71.13m CR      | ミコラス・アレクナ · リトアニア (LTU) | 69.27m      | アンドリュス・グジュス · リトアニア (LTU)                                                                                        | 67.55m      |
| ハンマー投 （詳細）   | パヴェウ・ファイデク · ポーランド (POL) | 81m98 WL       | ボイチェフ・ノヴィツキ · ポーランド (POL) | 81m03       | エイヴィンド・ヘンリクセン · ノルウェー (NOR)                                                                                    | 80m87 SB    |
| やり投 （詳細）       | アンダーソン・ピーターズ · グレナダ (GRN) | 90m54          | ニーラジ・チョプラ · インド (IND) | 88m13       | ヤクブ・バドレイフ · チェコ (CZE)                                                                                                | 88m09       |
| 十種競技 （詳細）     | ケビン・マイヤー · フランス (FRA) | 8816 SB        | ピエルス・ルパージュ · カナダ (CAN) | 8701 PB     | ザック・ジーメク · アメリカ合衆国 (USA)                                                                                          | 8676 PB     |

### 女子
2017 | 2019 | 2022 | 2023
|                       | 金 | 金          | 銀 | 銀          | 銅 | 銅          |
| --------------------- | --- | ----------- | --- | ----------- | --- | ----------- |
| 100m （詳細）         | シェリー＝アン・フレーザー＝プライス · ジャマイカ (JAM)                                                            | 10.67 CR    | シェリカ・ジャクソン · ジャマイカ (JAM)                                                                                        | 10.73 PB    | エレイン・トンプソン＝ヘラ · ジャマイカ (JAM)                                                                | 10.81       |
| 200m （詳細）         | シェリカ・ジャクソン · ジャマイカ (JAM)                                                                            | 21.45 CR    | シェリー＝アン・フレーザー＝プライス · ジャマイカ (JAM)                                                                        | 21.81 SB    | ディナ・アッシャー＝スミス · イギリス (GBR)                                                                  | 22.02       |
| 400m （詳細）         | ショーナ・ミラー＝ウイボ · バハマ (BAH)                                                                            | 49.11 WL    | マリレイディ・パウリノ · ドミニカ共和国 (DOM)                                                                                  | 49.60       | サダ・ウィリアムズ · バルバドス (BAR)                                                                        | 49.75 NR    |
| 800m （詳細）         | アシング・ムー · アメリカ合衆国 (USA)                                                                              | 1:56.30 WL  | キーリー・ホジキンソン · イギリス (GBR)                                                                                        | 1:56.38 SB  | メアリー・モラア · ケニア (KEN)                                                                              | 1:56.71 PB  |
| 1500m （詳細）        | フェイス・キプイエゴン · ケニア (KEN)                                                                              | 3:52.96     | グダフ・ツェガイ · エチオピア (ETH)                                                                                            | 3:54.52     | ローラ・ミューア · イギリス (GBR)                                                                            | 3:55.28 SB  |
| 5000m （詳細）        | グダフ・ツェガイ · エチオピア (ETH)                                                                                | 14:46.29    | ベアトリス・チェベト · ケニア (KEN)                                                                                            | 14:46.75 SB | ダウィト・セヤウム · エチオピア (ETH)                                                                        | 14:47.36    |
| 10000m （詳細）       | レテセンベト・ギデイ · エチオピア (ETH)                                                                            | 30:09.94 WL | ヘレン・オビリ · ケニア (KEN)                                                                                                  | 30:10.02 PB | マーガレット・キプケンボイ · ケニア (KEN)                                                                    | 30:10.07 PB |
| 100mハードル （詳細） | トビ・アムサン · ナイジェリア (NGR)                                                                                | 12.06       | ブリタニー・アンダーソン · ジャマイカ (JAM)                                                                                    | 12.23       | ジャスミン・カマチョ＝クイン · プエルトリコ (PUR)                                                            | 12.23       |
| 400mハードル （詳細） | シドニー・マクラフリン · アメリカ合衆国 (USA)                                                                      | 50.68 WR    | フェムケ・ボル · オランダ (NED)                                                                                                | 52.27 SB    | ダリラ・ムハンマド · アメリカ合衆国 (USA)                                                                    | 53.13 SB    |
| 3000m障害 （詳細）    | ノア・ジェルト · カザフスタン (KAZ)                                                                                | 8:53.02 CR  | ウォルクハ・ゲタチュー · エチオピア (ETH)                                                                                      | 8:54.61 NR  | メキデス・アベベ · エチオピア (ETH)                                                                          | 8:56.08 PB  |
| 4×100mリレー （詳細） | アメリカ合衆国 (USA) · カイラ・ジェファーソン · アビー・スタイナー · ジェンナ・プランディーニ · トワニシャ・テリー | 41.14 WL    | ジャマイカ (JAM) · ケンバ・ネルソン · シェリー＝アン・フレーザー＝プライス · エレイン・トンプソン＝ヘラ · シェリカ・ジャクソン | 41.18 SB    | ドイツ (GER) · タチアナ・ピント · アレクサンドラ・ブルクハルト · ジナ・ルケンケンパー · レベッカ・ハーゼ     | 42.03 SB    |
| 4×400mリレー （詳細） | アメリカ合衆国 (USA) · テールサ・ディグス · アビー・スタイナー · ブリトン・ウィルソン · シドニー・マクラフリン     | 3:17.79 WL  | ジャマイカ (JAM) · キャンディス・マクロード · ジャニービー・ラッセル · ステファニー・アン・マクファーソン · カロキー・ヤング   | 3:20.74 SB  | イギリス (GBR) · ヴィクトリア・オフルオーグ · ニコル・イヤーギン · ジェシー・ナイト · ラヴィーア・ニールセン | 3:22.64 SB  |
| マラソン （詳細）     | ゴティトム・ゲブレシラシエ · エチオピア (ETH)                                                                      | 2:18:11 CR  | ジュディス・ジェプタム・コリル · ケニア (KEN)                                                                                  | 2:18:20 PB  | ロナー・チェムタイ・サルピーター · イスラエル (ISR)                                                          | 2:20:18     |
| 20km競歩 （詳細）     | キンバリー・ガルシア・レオン · ペルー (PER)                                                                        | 1:26.58     | カタジナ・ズジェブウォ · ポーランド (POL)                                                                                      | 1:27.31     | 切陽什姐 · 中華人民共和国 (CHN)                                                                              | 1:27.56     |
| 35km競歩 （詳細）     | キンバリー・ガルシア・レオン · ペルー (PER)                                                                        | 2:39.16 AR  | カタジナ・ズジェブウォ · ポーランド (POL)                                                                                      | 2:40.03 PB  | 切陽什姐 · 中華人民共和国 (CHN)                                                                              | 2:40.37 AR  |
| 走高跳 （詳細）       | エレノア・パタソン · オーストラリア (AUS)                                                                          | 2.02m OC    | ヤロスラワ・マフチフ · ウクライナ (UKR)                                                                                        | 2.02m       | エレナ・ヴァッロルティガーラ · イタリア (ITA)                                                                | 2.00m SB    |
| 棒高跳 （詳細）       | ケーティ・ナジオッテ · アメリカ合衆国 (USA)                                                                        | 4.85m WL    | サンディ・モリス · アメリカ合衆国 (USA)                                                                                        | 4.85m WL    | ニナ・ケネディ · オーストラリア (AUS)                                                                        | 4.80m SB    |
| 走幅跳 （詳細）       | マライカ・ミハンボ · ドイツ (GER)                                                                                  | 7m12 SB     | エセ・ブルーメ · ナイジェリア (NGR)                                                                                            | 7m02 SB     | レティシア・オロ・メロ · ブラジル (BRA)                                                                      | 6m89 PB     |
| 三段跳 （詳細）       | ユリマール・ロハス · ベネズエラ (VEN)                                                                              | 15.47m WL   | シャニーカ・リケッツ · ジャマイカ (JAM)                                                                                        | 14.89m SB   | トリ・フランクリン · アメリカ合衆国 (USA)                                                                    | 14.72m SB   |
| 砲丸投 （詳細）       | チェース・イーリー · アメリカ合衆国 (USA)                                                                          | 20.49m      | 鞏立姣 · 中華人民共和国 (CHN)                                                                                                  | 20.39m      | ジェシカ・シルダー · オランダ (NED)                                                                          | 19.77m      |
| 円盤投 （詳細）       | 馮彬 · 中華人民共和国 (CHN)                                                                                        | 69.12m PB   | サンドラ・ペルコビッチ · クロアチア (CRO)                                                                                      | 68.45m SB   | バラリー・オールマン · アメリカ合衆国 (USA)                                                                  | 68.30m      |
| ハンマー投 （詳細）   | ブルック・アンダーソン · アメリカ合衆国 (USA)                                                                      | 78m96       | カムリン・ロジャーズ · カナダ (CAN)                                                                                            | 75m52       | ジャニー・カサナボイド · アメリカ合衆国 (USA)                                                                | 74m86       |
| やり投 （詳細）       | ケルシー＝リー・バーバー · オーストラリア (AUS)                                                                    | 66.92m WL   | カラ・ウィンガー · アメリカ合衆国 (USA)                                                                                        | 64.05m      | 北口榛花 · 日本 (JPN)                                                                                        | 63.27m      |
| 七種競技 （詳細）     | ナフィサトゥ・ティアム · ベルギー (BEL)                                                                            | 6947        | アヌーク・フェッター · オランダ (NED)                                                                                          | 6867        | アンナ・ホール · アメリカ合衆国 (USA)                                                                        | 6755        |

### 男女混合
| 種目                  | 金 | 金         | 銀 | 銀         | 銅 | 銅         |
| --------------------- | --- | ---------- | --- | ---------- | --- | ---------- |
| 4×400mリレー （詳細） | ドミニカ共和国 · リディオ・アンドレス・フェリス（46.31） · マリレイディ・パウリノ（48.47） · アレハンデル・オガンド（45.12） · フィオルダリサ・コフィル（49.92） | 3:09.82 WL | オランダ · リーマービン・ボネバチア（46.50） · リーケ・クラバー（49.32） · トニー・ファン・ディーペン（45.13） · フェムケ・ボル（48.95） | 3:09.90 NR | アメリカ合衆国 · エリジャ・ゴッドウィン（44.71） · アリソン・フェリックス（50.15） · バーノン・ノーウッド（44.40） · ケネディ・サイモン（50.90） | 3:10.16 SB |

## 総合成績兼メダル獲得数
*   開催国/地域 ( アメリカ合衆国)
| 順位               | 国/地域            | 金 | 銀 | 銅 | 計  |
| ------------------ | ------------------ | -- | -- | -- | --- |
| 1                  | アメリカ合衆国*    | 13 | 9  | 11 | 33  |
| 2                  | エチオピア         | 4  | 4  | 2  | 10  |
| 3                  | ジャマイカ         | 2  | 7  | 1  | 10  |
| 4                  | ケニア             | 2  | 5  | 3  | 10  |
| 5                  | 中国               | 2  | 1  | 3  | 6   |
| 6                  | オーストラリア     | 2  | 0  | 1  | 3   |
| 7                  | ペルー             | 2  | 0  | 0  | 2   |
| 8                  | ポーランド         | 1  | 3  | 0  | 4   |
| 9                  | カナダ             | 1  | 2  | 1  | 4   |
| 9                  | 日本               | 1  | 2  | 1  | 4   |
| 11                 | イギリス           | 1  | 1  | 5  | 7   |
| 12                 | ノルウェー         | 1  | 1  | 1  | 3   |
| 13                 | グレナダ           | 1  | 1  | 0  | 2   |
| 13                 | ドミニカ共和国     | 1  | 1  | 0  | 2   |
| 13                 | ナイジェリア       | 1  | 1  | 0  | 2   |
| 16                 | ウガンダ           | 1  | 0  | 2  | 3   |
| 16                 | スウェーデン       | 1  | 0  | 2  | 3   |
| 16                 | ベルギー           | 1  | 0  | 2  | 3   |
| 19                 | イタリア           | 1  | 0  | 1  | 2   |
| 19                 | ドイツ             | 1  | 0  | 1  | 2   |
| 19                 | ブラジル           | 1  | 0  | 1  | 2   |
| 22                 | カザフスタン       | 1  | 0  | 0  | 1   |
| 22                 | カタール           | 1  | 0  | 0  | 1   |
| 22                 | スロベニア         | 1  | 0  | 0  | 1   |
| 22                 | バハマ             | 1  | 0  | 0  | 1   |
| 22                 | フランス           | 1  | 0  | 0  | 1   |
| 22                 | ベネズエラ         | 1  | 0  | 0  | 1   |
| 22                 | ポルトガル         | 1  | 0  | 0  | 1   |
| 22                 | モロッコ           | 1  | 0  | 0  | 1   |
| 30                 | オランダ           | 0  | 3  | 1  | 4   |
| 31                 | ウクライナ         | 0  | 1  | 1  | 2   |
| 31                 | リトアニア         | 0  | 1  | 1  | 2   |
| 33                 | アルジェリア       | 0  | 1  | 0  | 1   |
| 33                 | インド             | 0  | 1  | 0  | 1   |
| 33                 | ギリシャ           | 0  | 1  | 0  | 1   |
| 33                 | クロアチア         | 0  | 1  | 0  | 1   |
| 33                 | ブルキナファソ     | 0  | 1  | 0  | 1   |
| 33                 | 韓国               | 0  | 1  | 0  | 1   |
| 39                 | スペイン           | 0  | 0  | 2  | 2   |
| 40                 | イスラエル         | 0  | 0  | 1  | 1   |
| 40                 | スイス             | 0  | 0  | 1  | 1   |
| 40                 | チェコ             | 0  | 0  | 1  | 1   |
| 40                 | バルバドス         | 0  | 0  | 1  | 1   |
| 40                 | フィリピン         | 0  | 0  | 1  | 1   |
| 40                 | プエルトリコ       | 0  | 0  | 1  | 1   |
| 計 (国/地域数: 45) | 計 (国/地域数: 45) | 49 | 49 | 49 | 147 |

## 放送
NBCスポーツが国際映像を制作。開催国のアメリカでは、NBCとUSAネットワーク・CNBC、Peacockで映像の放送・配信を実施している。

### 日本国内
- 地上波デジタル放送

ナイトセッションに開催される種目を中心に、デイセッションに組み込まれた男女マラソン・男子20km競歩・男女35km競歩を含めてTBSテレビ系列で独占中継。基本としてナイトセッションの生中継を午前7・8時台 - 午後0・1時台、デイセッションの生中継を深夜（午後10時以降）に放送した。
一部の種目については、編成上の事情から、録画中継や録画映像によるダイジェストを放送。前回のドーハ大会翌年（2020年）から新型コロナウイルス感染症（COVID-19）が世界規模で流行していることなどを背景に、種目によっては、実況担当のアナウンサーと解説者が東京（TBS放送センター内）のスタジオから出演する方式（国際映像をベースに競技会場への派遣キャスター・アナウンサーによるリポートを交えながらの「オフチューブ」）で対応している。
大会期間中には、24時台にもハイライト番組を放送。男女マラソン・男子20km競歩・男女35km競歩の中継日には、当該中継の放送枠の後半をハイライトに充てている。
最終日には、競技中継に加えて、大会の総集編を19:00 - 21:00に生放送。TVerのTBS系リアルタイム配信サービスでも、総集編のサイマル配信を実施した。
- BSデジタル放送

決勝種目を中心に編集したハイライト番組を、BS-TBSで競技当日の夕方から夜間にかけて放送。
- インターネット上の動画配信

TVerでリアルタイム配信を実施。
YouTubeでは、デイセッションのトラック種目や日本人出場種目を中心に、中継の動画を『TBS陸上ちゃんねる』（TBSグループの陸上競技関連チャンネル）からライブ配信。
ちなみに、本大会の開幕直前（2022年7月14日）に開かれた世界陸連（ワールドアスレティックス）のカウンシル会議では、2025年大会の開催地を東京に決定。TBSテレビは（開催地を問わず）2025年大会の日本国内向け放送権を既に保有していることから、この決定を受けて、2025年大会の東京開催を告知する映像で競技中継やハイライト番組を締めくくっていた。東京での開催は1991年大会以来34年振り2度目だが、1991年の大会では日本テレビ放送網が日本国内向けの放送権を保有していたため、競技の独占中継を日本テレビ系列で実施していた。

#### 番組出演者
◎：出演の時点でTBSテレビのアナウンサー
☆：開催地のオレゴンへ派遣
★：東京のTBS放送センターから「オフチューブ」で実況を担当
- メインキャスター：織田裕二（俳優・歌手）、中井美穂（フリーアナウンサー）

1997年アテネ大会から25年間（延べ13大会）にわたって中継番組のメインキャスターを務めてきたが、本大会で揃って卒業。このような事情から、最終日の夜に編成されていた総集編には、『織田裕二・中井美穂ラストランスペシャル』というサブタイトルが付けられた。
2007年大阪大会以降、開催地（現地）の特設スタジオからの生中継を通じて進行していたが、前述したCOVID-19流行などの影響から、競技会場・コースの風景をXR技術で背景に再現させたTBS放送センター内の特設スタジオ（東京2020オリンピック・2022年北京オリンピックのTBSテレビ放送分中継・関連番組でも使用された「XRステージ」）から織田・中井とも出演。その一方で、過去の大会期間中や直前に織田が取り組んできた現地での取材が見送られた。
- スペシャルキャスター：高橋尚子（スポーツキャスター、シドニーオリンピック女子マラソン金メダリスト）

上記の事情で「XRステージ」から出演していた織田・中井に代わって、事実上「現地キャスター」の役割を一手に担った。
- フィールドリポーター：小谷実可子（スポーツコメンテーター、ソウル・バルセロナオリンピックシンクロナイズドスイミング日本代表）

トラック競技におけるサブトラックからの中継リポートを担当。織田・中井と共に中継番組へ長らく出演していたが、本大会で揃って卒業した。
- アスリート解説：大迫傑（マラソン選手・陸上競技解説者、2020東京オリンピック男子マラソン日本代表）
- 選手インタビュアー・ハイライト番組進行：石井大裕◎☆（TBSテレビ系列のスポーツ情報番組『S☆1』のメインキャスター）
- 取材リポーター・ハイライト番組進行：近藤夏子◎☆（同上）
- 競技実況・リポーター（いずれも◎）: 初田啓介☆、新タ悦男☆、佐藤文康☆、伊藤隆佑☆、熊崎風斗☆、土井敏之★、南波雅俊★、喜入友浩★